# Goodbye (песня Джейсона Деруло и Давида Гетта)
«Goodbye» — песня американского певца Джейсона Деруло и французского музыкального продюсера Давида Гетта при участии тринидадской рэперши Ники Минаж и французского музыканта Уилли Уильяма. Авторами выступили исполнители, Джми Сиссоко, DJ Paulito, Kinnda, JVZEL, VodKa, Фил Грейсс, Дэвид Сент-Флер, Art Beatz и Кёртис Грей, последние пять с Гетта выступили также продюсерами; Франческо Сартори, Лучио Кварантото и Фрэнк Питерсон указаны из-за включения элементов из песни «Time to Say Goodbye». Песня включена в альбом Гетта 7.
Песня была выпущена 24 августа 2018 года лейблами What a Music, Parlophone, Beluga Heights и Warner Bros. Records. Сингл был представлен вместе с другим синглом Гетта под названием «Drive»

## Предыстория
24 августа 2018 года Гетта представил шестой и седьмой синглы со своего седьмого альбома 7, «Goodbyeэ и «Drive». «Goodbye» — сотрудничество с американским R&B-певцом Джейсоном Деруло при участии тринидадской певицы Ники Минаж и французского музыканта и диджея Уилли Уильяма. Гетта и Минаж ранее сотрудничали над песнями «Where Them Girls At» «Turn Me On» из альбома Nothing but the Beat. В 2015 года они сотрудничали над песней «Hey Mama" из альбома Listen. В 2017 году они выпустили песню «Light My Body Up». Минаж и Деруло впервые сотрудничали в 2010 году, когда она появилась в ремиксе на его сингл «In My Head» иж альбома, названного по его имени. Они воссоединились в 2017 году в песне «Swalla».
Лирик-видео вышло в день анонса видео. Песня вошла в альбом 7. В песне присутствует «Time to Say Goodbye» итальянского тенора Андреа Бочелли. Клип вышел 21 октября 2018 года.

## Выстпуления
Гетта, Деруло и Минаж исполнили песню на MTV Europe Music Awards.

## Участники записи
Согласно буклету.
- Фил Грейсс – producer, engineer, keyboards, mastering, mixer, recording
- Дэвид Сент-Флер – producer
- Давид Гетта – продюсер, диджей
- Vodka – продюсер
- Кат Далия – бэк-вокал
- Джазель «JVZEL» Родригез – бэк-вокал
- Людовик Мюллор – звукорежиссёр
- Бен Хогарт – звукорежиссёр
- Обри «Big Juice» Делейн – звукорежиссёр
- Лука Претолези – мастеринг, микширование
- Джейсон Деруло – вокал
- Ники Минаж – вокал
- Уилли Уильям – вокал

## Чарты
| Чарт (2018)                                | Высшая позиция |
| ------------------------------------------ | -------------- |
| Австралия (ARIA)                           | 33             |
| Австрия (Ö3 Austria Top 40)                | 57             |
| Бельгия/Фландрия (Ultratop 50)             | 20             |
| Бельгия/Валлония (Ultratop 50)             | 15             |
| Канада (Billboard Canadian Hot 100)        | 68             |
| Канада (Billboard CHR/Top 40)              | 41             |
| Croatia (HRT)                              | 65             |
| Чехия (Singles Digitál Top 100)            | 29             |
| Estonia (Eesti Tipp-40)                    | 25             |
| France (SNEP)                              | 30             |
| Германия (GfK)                             | 47             |
| Greece (IFPI)                              | 79             |
| Венгрия (Single Top 40)                    | 13             |
| Венгрия (Stream Top 40)                    | 19             |
| Ирландия (IRMA)                            | 27             |
| Италия (FIMI)                              | 92             |
| Lebanon (Lebanese Top 20)                  | 7              |
| Lithuania (AGATA)                          | 22             |
| Нидерланды (Dutch Top 40)                  | 10             |
| Нидерланды (Single Top 100)                | 16             |
| New Zealand Hot Singles (RMNZ)             | 7              |
| Норвегия (VG-lista)                        | 25             |
| Польша (Polish Airplay Top 100)            | 25             |
| Португалия (AFP)                           | 47             |
| Puerto Rico (Monitor Latino)               | 13             |
| Romania (Airplay 100)                      | 77             |
| Шотландия (OCC Scotland)                   | 15             |
| Словакия (Rádio — Top 100)                 | 9              |
| Словакия (Singles Digitál Top 100)         | 14             |
| Spain (PROMUSICAE)                         | 66             |
| Швеция (Sverigetopplistan)                 | 16             |
| Швейцария (Schweizer Hitparade)            | 50             |
| Великобритания (OCC UK Singles)            | 26             |
| США (Billboard Bubbling Under Hot 100)     | 7              |
| США (Billboard Hot Dance/Electronic Songs) | 9              |
| США (Billboard Pop Airplay)                | 26             |
| США (Billboard Rhythmic)                   | 24             |
| Venezuela (National-Report)                | 5              |

| Чарт (2018)                               | Позиция |
| ----------------------------------------- | ------- |
| Netherlands (Dutch Top 40)                | 80      |
| US Hot Dance/Electronic Songs (Billboard) | 30      |
| Чарт (2019)                               | Позиция |
| US Hot Dance/Electronic Songs (Billboard) | 79      |

## Сертификации
| Регион                                                                      | Сертификация | Продажи |
| --------------------------------------------------------------------------- | ------------ | ------- |
| Австралия (ARIA)                                                            | Платиновый   | 70 000  |
| Австрия (IFPI Austria)                                                      | Золотой      | 15 000  |
| Канада (Music Canada)                                                       | Платиновый   | 80 000  |
| Франция (SNEP)                                                              | Золотой      | 100 000 |
| Италия (FIMI)                                                               | Золотой      | 25 000  |
| Новая Зеландия (RMNZ)                                                       | Золотой      | 15 000  |
| Польша (ZPAV)                                                               | Золотой      | 10 000  |
| Испания (PROMUSICAE)                                                        | Золотой      | 30 000  |
| Великобритания (BPI)                                                        | Золотой      | 400 000 |
| США (RIAA)                                                                  | Золотой      | 500 000 |
| Данные о продажах + прослушиваниях приведены только на основе сертификации. |              |         |

## История релиза
| Регион | Дата            | Формат                 | Версия       | Лейбл                                               | Примечания |
| ------ | --------------- | ---------------------- | ------------ | --------------------------------------------------- | ---------- |
| Разные | 24 августа 2018 | Цифровое скачивание    | Оригинальная | What a Music Parlophone Beluga Heights Warner Bros. | [ 58 ]     |
| США    | 4 сентября 2018 | Contemporary hit radio | Оригинальная | Warner Bros.                                        | [ 59 ]     |
| Разные | 23 ноября 2018  | Цифровое скачивание    | R3HAB Remix  | What a Music Parlophone Beluga Heights Warner Bros. | [ 60 ]     |